# 亀戸大根
亀戸大根（かめいどだいこん）は、東京都江東区亀戸の特産品の大根。江戸東京野菜の一種で、文久年間の頃から明治時代にかけて盛んに栽培されていた 。

## 歴史
亀戸大根のもとは江戸時代初期に砂村（現在の江東区北砂、南砂）に持ち込まれた関西由来の大根と言われている。地元の大根との複雑な交配を重ねるうちに亀戸独特の大根ができあがったと考えられている。1999年（平成11年）には亀戸大根の栽培発祥を記念した碑が香取神社境内に建立された。

## 特徴
- 根の先端が細くなる円錐形の白首大根の一種で、普通の大根よりも小ぶりである[6]。
- ビタミンCが普通の大根の2倍。

## 栽培
もともとは春の浅漬け用につくられており、11月から12月に播種し、年を越して3月から4月に収穫する。アブラナ科のため連作障害があり、輪作年限は2 - 3年とされる。畑は深くよく耕しておき平畝を作り、畝の中央に株間30センチメートルで、種を1カ所当たり5粒ほど直まきをする。発芽したら間引きながら育てていくが、本葉3枚のころに1回目、5，6枚のころに2回目の間引きをして、最終的に1本だけの残す。2回目の間引きのあとは、生長の具合を見て追肥、土寄せを行う。地上に出てきた首の部分の直径が6センチメートルになったころが収穫適期で、鬆（す）が入りやすいので、適期を逃さないように収穫する。